# Djebel Zendel
Il Djebel Zendel è una montagna alta 613 m.s.l.m del Trara occidentale, nel comune di Souk Tlata, nella provincia di Tlemcen in Algeria. 